# Hylettus seniculus
Hylettus seniculus es una especie de escarabajo longicornio perteneciente al género Hylettus, categorizada en la tribu Acanthocinini, de la subfamilia Lamiinae. Fue descrita por Germar en 1823.
El período de actividad en los ejemplares adultos se presenta en febrero, marzo, abril y entre agosto y diciembre.

## Descripción
Mide 9,5-12,9 mm de longitud.

## Distribución
Se distribuye por Argentina, Bolivia, Brasil, Costa Rica, Ecuador, Guyana, Guyana Francesa, Paraguay, Perú, Surinam, Trinidad y Tobago y Venezuela.